# Derek Shepherd
Derek Christopher Shepherd – fikcyjna postać serialu Chirurdzy, stacji ABC, grana przez Patricka Dempseya, a stworzona przez Shondę Rhimes.

## Opis postaci
Neurochirurg, jeden z najlepszych w kraju. Kiedy był mały, jego ojciec został zastrzelony. Jego matka – Carolyn Maloney Shepherd – była pielęgniarką m.in. w Afganistanie. Derek ma cztery siostry, wszystkie są lekarzami (w serialu wystąpiły trzy – Nancy, Lizzie i Amelia, oprócz nich jest jeszcze Kathleen). Żeńska część personelu nazywa go McDreamy. Pracuje w szpitalu Seattle Grace Hospital. Kiedyś mieszkał w Nowym Jorku ze swoją żoną dr Addison Montgomery. Wyprowadził się do Seattle po tym, jak nakrył ją na zdradzie, ze swoim najlepszym przyjacielem Markiem Sloanem. Niedługo po przeprowadzce poznaje w barze Meredith Grey i spędza z nią noc. Następnego dnia okazuje się, że zaczyna staż w szpitalu Seattle Grace, gdzie i on podejmuje pracę – jest jej przełożonym. Po jakimś czasie zaczynają się spotykać, ale sprawy komplikują się, kiedy przyjeżdża Addison. Derek zostawia Meredith po to, żeby spróbować naprawić swoje małżeństwo. Próby te kończą się jednak niepowodzeniem – Derek schodzi się z Meredith na nowo i rozwodzi z Addison. Kiedy Meredith wpadła do wody, podczas wypadku promu, on ją wyławia.
W 4. sezonie znów się rozchodzą. Wtedy Derek zaczyna spotykać się z pielęgniarką, Rose. Następnie, rozpoczyna badania kliniczne, wspólnie z Grey. Niestety, wszyscy pacjenci, z wyjątkiem ostatniego, umierają. Na końcu 4. sezonu ponownie schodzi się z Meredith.
W 5. sezonie trafia na okładkę pisma medycznego, a w tytule artykułu jest napisane „Metoda Shepherda”. Meredith jest na niego zła za pominięcie jej pracy. Derek w ramach przeprosin daje jej nerkę w słoiku. Wkrótce potem uświadamia sobie, że więcej jego pacjentów umiera niż udaje mu się uratować, więc postanawia odejść z pracy. Wcześniej jednak planuje zaręczyny z Meredith i wdaje się w bójkę ze Sloanem. Wraca do pracy, gdy dowiaduje się, że Izzie Stevens ma guzy mózgu oraz żeni się z Meredith (spisują umowę na samoprzylepnej karteczce).
W 6. sezonie zostaje szefem oddziału chirurgii. Jest nieco zawiedziony nowym stanowiskiem, gdyż więcej musi robić w papierach niż operować. W finale sezonu 6. zostaje postrzelony w klatkę piersiową przez Gary’ego Clarka (który obwinia Shepherda o śmierć żony), ale zostaje uratowany – operację przeprowadza Cristina Yang, w asyście Jacksona Avery’ego. Z powodu stresu związanego z postrzałem Shepherda, Meredith traci ich wspólne dziecko.
W siódmym sezonie rezygnuje z posady szefa. Nowym, starym szefem zostaje Richard Webber. Derek skupia się na powrocie Cristiny do pracy, która w wyniku traumy nie może operować i odchodzi. Shepherd czuje, że musi pomóc Yang, gdyż zawdzięcza jej życie. Zabiera ją na ryby, gdzie udaje się jej złowić dużą sztukę, dzięki czemu odzyskuje spokój. Derek wciąż jednak przeżywa traumę związaną ze strzelaniną – wychodzi to na jaw, kiedy ma się zająć postrzelonymi pacjentami. Potem razem z Meredith zajmuje się badaniami klinicznymi nad chorobą Alzheimera. Kiedy do szpitala przywiezione zostają dzieci z Afryki, Grey i Shepherd postanawiają adoptować jedno z nich – dziewczynkę o imieniu Zola. Z tego powodu biorą formalny ślub w Urzędzie Stanu Cywilnego. W finale siódmego sezonu kłamstwa Meredith wychodzą na jaw, co skutkuje przerwaniem prób klinicznych. Derek jest wściekły i mówi, że musi wszystko przemyśleć. Gdy Grey dostaje zgodę na opiekę nad Zolą, Shepherd spędza noc na placu budowy ich nowego domu.
W sezonie 8. Derek i Meredith się schodzą. Podejmują decyzję, że muszą rozdzielić pracę od życia uczuciowego. W związku z tym Meredith zaczyna szukać sobie nowej specjalizacji, a Derek zaczyna uczyć neurochirurgii Lexie. W finale sezonu oboje biorą udział w katastrofie lotniczej.
W sezonie 9 jego ręka, która ucierpiała w wypadku, nie powróciła do dawnej sprawności. Początkowo jest pogodzony z perspektywą końca kariery, jednak Meredith widzi, że mu tego brakuje. Callie Torres wymyśla sposób na przeprowadzenie u niego operacji i dzięki temu odzyskuje władzę w lewej ręce i może wrócić do przeprowadzania operacji.
W sezonie 10 rozpoczyna pracę w rządowym projekcie nad mapowaniem mózgu. Ponieważ jest zmuszony do częstych podróży poza Seattle zaczyna wykonywać coraz mniej operacji i powoli zaczyna wycofywać się z praktyki neurochirurgicznej. W końcu ciągłe podróże stają się męczące, a Derek dostaje propozycję podjęcia pracy w Waszyngtonie. Decyduje się ją przyjąć. Następuje kłótnia pomiędzy nim a Meredith, która nie chce przeprowadzać się i porzucać swojego życia w Seattle.
W 11. sezonie Derek jest rozdarty pomiędzy Waszyngtonem a rodziną, która została w Seattle. W końcu decyduje się wrócić do Seattle na stałe, jednak gdy do niego wraca, ma miejsce wypadek. W wyniku błędu lekarzy następuje śmierć mózgowa i Meredith musi podjąć decyzję o odłączeniu go od aparatury podtrzymującej życie.